# Système photométrique
En astronomie, un système photométrique est un ensemble choisi de filtres, chacun ayant une bande spectrale bien définie, et couvrant un domaine spécifique du spectre électromagnétique.

## Système photométrique UBVRIJHKLMNQ
Le système UBVRIJKLMNQ, aussi appelé « système photométrique de Johnson », est un système photométrique répandu comprenant des bandes spectrales situées entre l'ultraviolet proche et l'infrarouge moyen. Les noms des bandes U, B, V, R, I sont tirés de la longueur d'onde et du nom anglais de la couleur à laquelle chaque bande est associée :
- U pour ultraviolet (en anglais : ultraviolet) ;
- B pour bleu (en anglais : blue) ;
- V pour visible, visuel ou vert en français (en anglais : visible ou visual) ;
- R pour rouge (en anglais : red) ;
- I pour infrarouge (en anglais : infrared).

Suivent ensuite d'autres bandes dans l'infrarouge proche dont les lettres suivent plus ou moins l'ordre alphabétique après I, si ce n'est que la bande H a été rajoutée entre les bandes J et K et que les lettres O et P ne sont pas utilisées. La séquence est donc JHKLMNQ. Historiquement, ce sont les bandes U, B et V qui ont été définies en premier, pour les besoins de l'astronomie dans le domaine optique, par Johnson et Morgan en 1953. Ensuite, les bandes R et I ont été définies mais de deux façons différentes, une par Johnson, l'autre par Kron et Cousins en 1974, qui donna naissance au système photométrique de Kron-Cousins, utilisé par exemple par le programme MACHO. On distingue parfois les deux, avec un indice « J » pour Johnson et « C » pour Kron-Cousins.
Les bandes du domaine infrarouge sont ensuite définies en suivant les fenêtres où la transparence de l'atmosphère terrestre est maximale (voir lien externe) :
- la bande J entre 1 µm et 1,4 µm ;
- la bande H entre 1,45 µm et 1,8 µm ;
- la bande K entre 2 µm et 2,5 µm ;
- la bande L entre 3,5 µm et 4,1 µm ;
- la bande M : après une absorption totale entre 4,2 µm et 4,4 µm, l'atmosphère est relativement transparente entre 4,6 µm et 5,5 µm, avec un nombre croissant de raies d'absorption à grande longueur d'onde ;
- la bande N : L'atmosphère est ensuite très opaque entre 5,5 µm et 8 µm et redevient transparente entre 10 µm et 13 µm ;
- la bande Q : après une absorption importante entre 13,5 µm et 17 µm, l'atmosphère redevient moins opaque entre 17 µm et 23 µm, malgré la présence de très nombreuses raies d'absorption dues à la vapeur d'eau.

Une fois la bande définie, il est intéressant de définir une échelle de luminosité pour faire de la photométrie, en choisissant un flux de référence dans chaque bande pour définir la magnitude 0 (zéro) dans cette bande. Pour les bandes U, B, V, R, I, il s'agit du flux associé à un ensemble d'étoiles brillantes de référence dont la couleur est blanche (en particulier Véga). Les flux de référence ont aussi été étendus pour les bandes infrarouges par un procédé semblable.
Le tableau ci-dessous liste ces bandes spectrales avec indication de leur longueur d'onde médiane λ, de leur largeur spectrale Δλ et du flux F0(λ) correspondant à une magnitude zéro. Les bandes ne sont en général pas symétriques.
| bande | λ (nm) | Δλ (nm) | F0 (W/m2)    | Graphe de sensibilité | Données brutes |
| ----- | ------ | ------- | ------------ | --------------------- | -------------- |
| U     | 365    | 68      | 3,981 × 10−2 |                       |                |
| B     | 440    | 98      | 6,310 × 10−2 |                       |                |
| V     | 550    | 89      | 3,631 × 10−2 |                       |                |
| RC    | 650    | 100     | 2,239 × 10−2 |                       |                |
| RJ    | 700    | 220     | 2,239 × 10−2 |                       |                |
| IC    | 800    | 150     | 1,148 × 10−2 |                       |                |
| IJ    | 900    | 240     | 1,148 × 10−2 |                       |                |
| J     | 1 220  | 213     | 3,162 × 10−3 |                       |                |
| H     | 1 630  | 307     | 1,148 × 10−3 |                       |                |
| K     | 2 190  | 390     | 3,981 × 10−4 |                       |                |
| L     | 3 450  | 472     | 7,079 × 10−5 |                       |                |
| M     | 4 750  | 460     | 2,042 × 10−5 |                       |                |
| N     | 10 200 | 4 000   | 1,230 × 10−6 |                       |                |
| Q     | 21 000 | 5 000   | 6,761 × 10−8 |                       |                |

La bande V correspond au maximum de sensibilité de l'œil humain, c'est pourquoi les magnitudes apparentes des étoiles sont souvent données dans la bande V.
Toutes ces bandes sont dites larges, c’est-à-dire que la largeur de la bande représente une fraction non négligeable de la longueur d'onde médiane. On parle de résolution spectrale faible. Il existe de très nombreuses autres bandes beaucoup plus étroites, ne laissant passer que des intervalles beaucoup plus restreints de longueur d'onde.

## Système photométrique de Genève
| bande | λc    | Δλ  |
|       | (Å)   | (Å) |
| ----- | ----- | --- |
| U     | 3 466 | 492 |
| B1    | 3 994 | 388 |
| B     | 4 234 | 814 |
| B2    | 4 469 | 423 |
| V1    | 5 368 | 478 |
| V     | 5 444 | 736 |
| G     | 5 758 | 438 |

Le système photométrique de Genève, aussi appelé « système photométrique en sept couleurs », comporte sept bandes spectrales de l'ultraviolet proche au visible : U, B1, B, B2, V1, V et G. La table ci-dessus donne la largeur du filtre à mi-hauteur, et la longueur d'onde centrale calculée comme le centre de cette largeur. Se reporter à l'article « The Asiago Database on Photometric Systems » paru en 2000 dans Astronomy and Astrophysics pour plus de détails.

## Système photométrique de Vilnius
Le système photométrique de Vilnius est un système à largeur de bande spectrale moyenne comportant sept couleurs (UPXYZVS), créé en 1963 par Vytautas Straižys (en) et ses collègues, dont Kazimieras Zdanavičius. Ce système est surtout optimisé pour la classification des étoiles à partir d'observations au sol. Le système a été conçu avec des bandes de largeur moyenne, afin de pouvoir mesurer des étoiles faibles.
Le tableau ci-dessous indique les caractéristiques des filtres utilisés (les couleurs utilisées à titre d'illustration sont approximatives).
|                              | U   | P   | X   | Y   | Z   | V   | S   |
| ---------------------------- | --- | --- | --- | --- | --- | --- | --- |
| Longueur d'onde médiane (nm) | 345 | 374 | 405 | 466 | 516 | 544 | 656 |
| Demi-largeur (nm)            | 40  | 26  | 22  | 26  | 21  | 26  | 20  |